# 明朝工部尚書
明朝工部尚書，為明朝六部中工部的最高級長官，別稱“司空”，負責掌管全國的百官、山澤、營繕、採捕、陶冶、舟車、織造、屯種等政令，為正二品。永樂遷都後，明朝設置南京六部，其實“南京工部尚書”以及其他五尚書等職位，多為虛銜，多為參贊機務或養清望閒職之所，重要性已無關政體本身。

## 沿革
明朝洪武元年，朱元璋设置工部及官屬。洪武六年，增设禮部尚书和禮部侍郎各一人，并在總部、虞部、水部並屯田这四个部门各设郎中、員外郎各二人，餘各一人，總部主事八人，餘各四人；隸屬中書省。洪武十三年（1380年），因胡惟庸案，明太祖朱元璋罷黜宰相与中書省，并仿照《周官》六卿之制，直屬六部，并各設尚書、侍郎各一名。嘉靖年后，贈設尚書一人，專督大型建造。